# قنفذ نصفي
قنفذ نصفي (الاسم العلمي: Hemiechinus)، جنس قنافذ من فصيلة القنفذيات. أنواعه اثنان، أعطانها آسيا الوسطى وجنوب آسيا.

## الأنواع
- قنفذ طويل الأذن (Hemiechinus auritus), [Iran]
- قنفذ هندي طويل الأذن (Hemiechinus collaris)